# Ficam

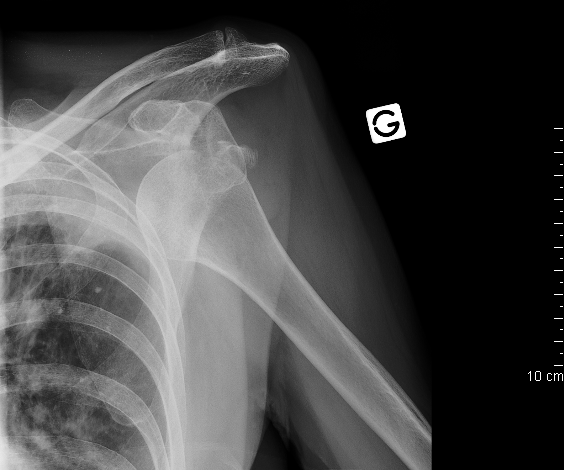
Bal oldali vállízületi ficam röntgenfelvételen. (G (jelzés)=gauche, bal (francia)

A ficam (orvosi nevén: luxáció; latinosan: luxatio) az az állapot, mely annak hatására áll elő, ha túlzott erőbehatás következtében az ízületi fej teljesen elhagyja az ízületi árkot, és ebben a helyzetében külső beavatkozás nélkül tartósan megmarad. A ficam eredményeként az ízületi szalagok mindig megsérülnek. A részleges ficam (subluxatio) esetében az ízfelszínek érintkeznek egymással, de nem a teljes felületen. Ritkán a belső szervek elmozdulását is ficamnak nevezik.

## Tünetek
Ízületi merevség jellemzi, valamint intenzív fájdalom, amely igénybevételre tovább fokozódik. Az ízület mozgása minden esetben beszűkült. A sérült tájék dagadt és véraláfutásos. Általában szabad szemmel látható az érintett tájék deformálódása.

## Kórisme
Általában röntgenfelvétel alapján állítják fel a diagnózist.

### Elkülönítő kórisme
Főleg a csonttöréstől valamint értelemszerűen egyéb porc- és lágyrész-sérülésektől kell elkülöníteni, amelyek hasonló traumák során keletkeznek. Az elsősegélynyújtás ezekben az esetekben egyébként megegyezik.
Rándulásról (distorsio) beszélünk, ha az ízvégek eredeti helyzetükben vannak, de ezt egy kisebb elmozdulás előzte meg az erőbehatás során, amely azonnal helyre is állt. Ilyenkor az anatómiai viszonyok fennállnak ugyan, de a környező képletek sérülései feltételezhetőek.  

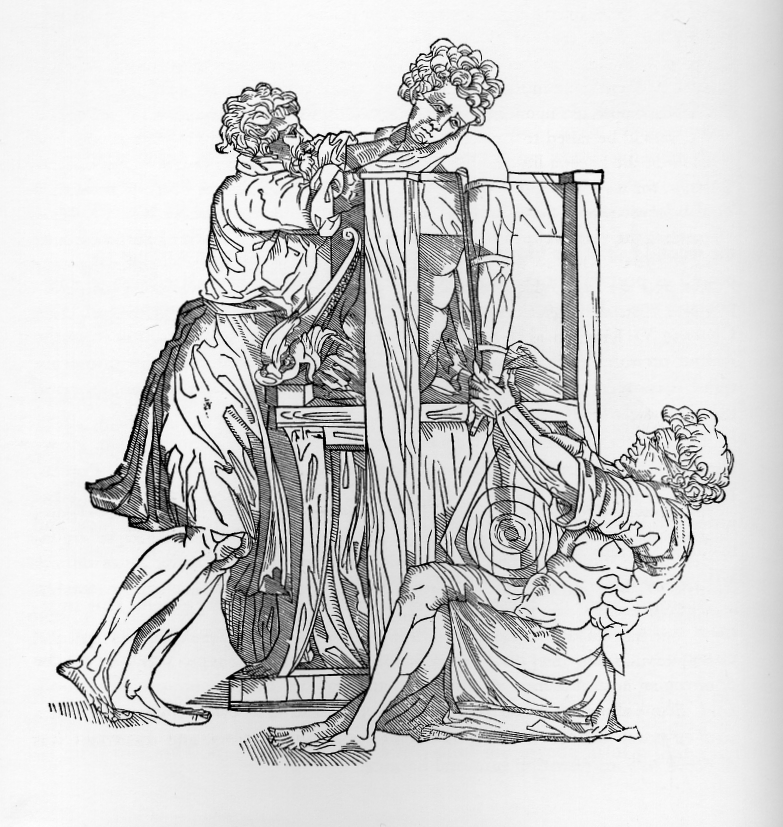
Hippokratész-féle faállvány a kificamodott vállízület helyretételéhez.

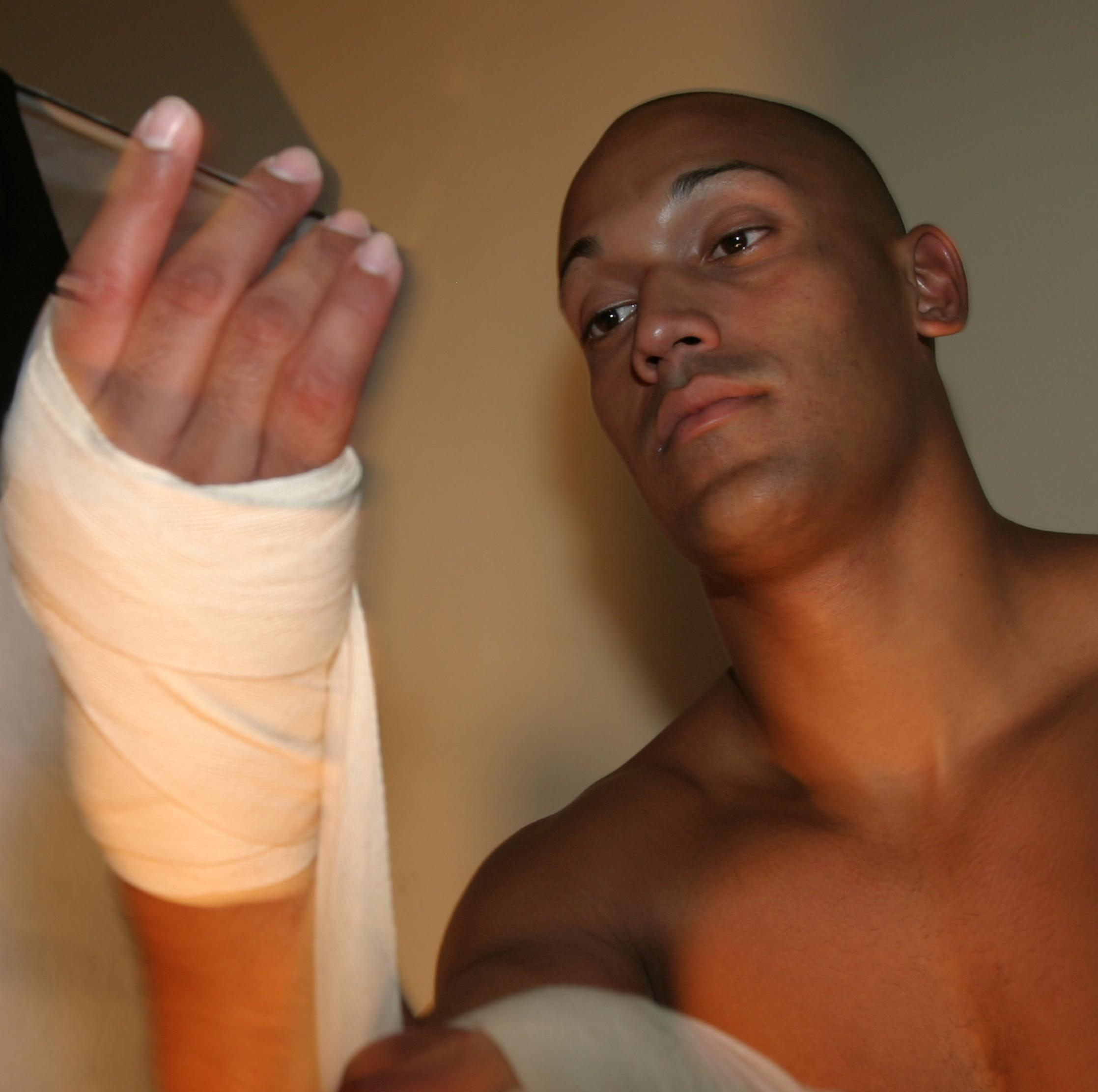
Az átmeneti rögzítőkötéseket gyakran használják a küzdősportokban a ficamok megelőzésére

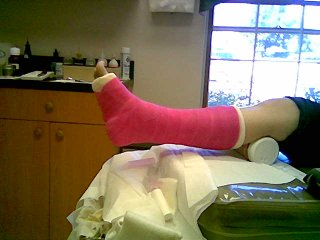
A lábra frissen felhelyezett tartós rögzítőkötés

## Kezelés
A ficam rendszerint sürgős beavatkozást igénylő állapot a medicinában.

### Orvoshoz kerülés előtt
Egyéb súlyosabb sérülések hiányában vagy ellátásukat követően a kificamodott testrész immobilizálása az első teendő. Az ízületet nem szabad mozgatni. A rögzítés gipszkötéssel, vagy modernebb, könnyebb rögzítőanyaggal (üvegszálas poliuretán) oldható meg.

### Orvosi ellátása
Első teendő az elmozdult ízvégek helyretétele és a sérült szalagok helyreállítása, ha kell műtéti úton. Ugyancsak fontos az esetleges másodlagos sérülések (csont- vagy lágyrész-sérülések kezelése). Ezután a gyógyuláshoz szükséges nyugalmi állapotot kell biztosítani az ízület rögzítésével. Az anatómiai gyógyulás után a működés helyreállítása következik gyógytornával, illetve fizioterápiás módszerekkel.